# Veslanje na OI 1988.
Veslanje na Olimpijskim igrama u Seoulu 1988. godine sastojalo se od natjecanja u 14 disciplina, u muškoj i ženskoj konkurenciji.
Program veslačkih natjecanja u ženskim disciplinama je u odnosu na dotadašnja olimpijska natjecanja ponešto izmijenjen. Naime, ovdje je uvedena dionica od 2000 metara za žene (do tada su žene veslale na dionici od 1000 m). Osim toga, ukinuta je disciplina četverca skul s kormilarkom te uvedena disciplina četverca skul, te na taj način više u programu nema skul disciplina koje uključuju kormilara ili kormilarku.
Rezultatski su se istaknuli veslači i veslačice Istočne Njemačke, koji su dominirali s ukupno 10 osvojenih medalja, od kojih čak 8 zlatnih. Bio je to ujedno i posljednji samostalni nastup ove veslačke velesile na OI, jer su već na sljedećim Igrama u Barceloni 1992. godine nastupali u sklopu ujedinjene Njemačke. Zanimljivo, tim ujedinjenjem prestaje izrazita dominacija Nijemaca u ovom sportu, jer ujedinjena Njemačka na kasnijim OI više nikad ponovila ovakvu dominaciju po broju medalja.

## Osvajači medalja

### Muški
| Disciplina             | Zlato | Srebro | Bronca |
| Samac                  | Istočna Njemačka 6:49.86 Thomas Lange | Zapadna Njemačka 6:54.77 Peter-Michael Kolbe | Novi Zeland 6:58.66 Eric Verdonk |
| Dvojac na pariće       | Nizozemska 6:21.13 Nico Rienks Roland Florijn | Švicarska 6:22.59 Beat Schwerzmann Ueli Bodenmann | SSSR 6:22.87 Aleksandr Marchenko Vasily Yakusha |
| Četverac na pariće     | Italija 5:53.37 Davide Tizzano Agostino Abbagnale Gianluca Farina Piero Poli                                                                                            | Norveška 5:55.08 Rolf Thorsen Vetle Vinje Lars Bjønness Alf Hansen                                                                                              | Istočna Njemačka 5:56.13 Jens Köppen Steffen Zühlke Steffen Bogs Heiko Habermann                                                                             |
| Dvojac bez kormilara   | Velika Britanija 6:36.84 Andy Holmes Steve Redgrave | Rumunjska 6:38.06 Danut Dobre Dragos Neagu | SFR Jugoslavija 6:41.01 Sadik Mujkič Bojan Prešeren |
| Dvojac s kormilarom    | Italija 6:58.79 Giuseppe di Capua (korm.) Carmine Abbagnale Giuseppe Abbagnale                                                                                          | Istočna Njemačka 7:00.63 Mario Streit Detlef Kirchhoff René Rensch                                                                                              | Velika Britanija 7:01.95 Patrick Sweeney (korm.) Andy Holmes Steve Redgrave                                                                                  |
| Četverac bez kormilara | Istočna Njemačka 6:03.11 Roland Schröder Ralf Brudel Olaf Förster Thomas Greiner                                                                                        | SAD 6:05.53 Raoul Rodriguez Thomas Bohrer Richard Kennelly David Krmpotich                                                                                      | Zapadna Njemačka 6:06.22 Jörg Puttlitz Guido Grabow Volker Grabow Norbert Keßlau                                                                             |
| Četverac s kormilarom  | Istočna Njemačka 6:10.74 Bernd Niesecke Hendrik Reiher Karsten Schmelling Bernd Eichwurzel Frank Klawonn                                                                | Rumunjska 6:13.58 Ioan Snep Vasille Tomoiaga Ladislav Lovrenski Valenti Robu Dimitrie Popescu                                                                   | Novi Zeland 6:15.78 Chris White Ian Wright Andrew Bird Greg Johnston George Keyes                                                                            |
| Osmerac                | Zapadna Njemačka 5:46.05 Bahne Rabe Eckhardt Schultz Ansgar Wessling Wolfgang Maennig Matthias Mellinghaus Thomas Möllenkamp Thomas Domian Armin Eichholz Manfred Klein | SSSR 5:48.01 Viktor Omelyanovich Vasily Tikhonov Andrey Vasilyev Pavel Gurkovsky Nikolay Kumarov Aleksandr Lukvanov Veniamin But Viktor Diduk Aleksandr Dumchev | SAD 5:48.26 Michael F. Teti Jonathan S. Smith Edward B. Patton John D. Rusher Peter Nordell Jeffrey McLaughlin W. Douglas Burden John Pescatore Seth D Bauer |

### Žene
| Disciplina             | Zlato | Srebro | Bronca |
| Samac                  | Istočna Njemačka 7:47.19 Jutta Behrendt | SAD 7:50.28 Anne Marden | Bugarska 7:53.65 Magdalena Gueorguieva                                                                              |
| Dvojac na pariće       | Istočna Njemačka 7:00.48 Birgit Peter Martina Schroeter | Rumunjska 7:04.36 Elisabeta Lipa Veronica Cogeanu | Bugarska 7:06.03 Stefka Madina Violeta Ninova                                                                       |
| Dvojac bez kormilarke  | Rumunjska 7:28.13 Olga Homeghi Rodica Arba | Bugarska 7:31.95 Radka Stoyanova Lalka Berberova | Novi Zeland 7:35.68 Nicola Payne Lynley Hannen                                                                      |
| Četverac na pariće     | Istočna Njemačka 6:21.06 Kerstin Foerster Kristina Mundt Beate Schramm Jana Sorgers                                                                        | SSSR 6:23.47 Irina Kalimbet Svetlana Mazyi Inna Frolova Antonina Doumtcheva                                                                                  | Rumunjska 6:23.81 Anisoara Balan Anisoara Minea Veronica Cogeanu Elisabeta Lipa                                     |
| Četverac s kormilarkom | Istočna Njemačka 6:56.00 Martina Walther Gerlinda Dobershuetz Carola Hornig Birte Siech Sylvia Rose                                                        | Kina 6:58.78 Xianghua Zhang Yadong Hu Xiao Yang Shouying Zhou Ronghua Li                                                                                     | Rumunjska 7:01.13 Mariorara Trasca Veronica Necula Herta Anitas Doina Lilian Balan Ecatarina Dancia                 |
| Osmerac                | Istočna Njemačka 6:15.17.00 Annegret Strauch Judith Ziedler Kathrin Haacker Ute Wild Anja Kluge Betrix Schroer Ramona Balthasar Uta Stange Daniela Meunast | Rumunjska 6:17.44 Doina Lilian Balan Veronica Necula Herta Anitas Mariorara Trasca Adriana Bazon Mihaela Armasescu Rodica Arba Olga Homeghi Ecatarina Dancia | Kina 6:21.83 Xiuhua Zhou Yali Zhang Yanwen He Yaqin Han Xianghua Zhang Shouying Zhou Xiao Yang Yadong Hu Ronghua Li |